# ウズベキスタン国立図書館
アリシェル・ナヴァーイー名称ウズベキスタン国立図書館（アリシェル・ナヴァーイーめいしょうウズベキスタンこくりつとしょかん、ウズベク語: Alisher Navoiy nomidagi O‘zbekiston Milliy kutubxonasi、英: National Library of Uzbekistan named after Alisher Navoi、通称 : ウズベキスタン国立図書館）はウズベキスタンのタシュケントにある、ウズベキスタンの法定納本国立図書館である。また、中央アジア最古かつ最大の図書館でもある。
現在のウズベキスタン国立図書館は2002年4月12日にウズベキスタン大統領令により、アリシェル・ナヴァーイー名称国立図書館から名称が変更される形で設立された。
現在のウズベキスタン国立図書館の前身となったトルキスタン公共図書館は1872年に設立された。初代館長はニコライ・ドミトロフスキーであった。1920年、図書館は国立の図書館へと変更され、ウズベキスタン国立公共図書館という名称へと変更された。1925年時点において、図書館には14万点以上の図書が収蔵されていた。1920年代以降、図書館はトルキスタン地域の出版物に関する法定納本図書館として機能していた。1933年、ウズベク・ソビエト社会主義共和国（ウズベクSSR）国立公共図書館は国内の東洋の写本の納本図書館となった。1930年代後半、国立公共図書館は共和国内の中核を担う図書館となった。1948年、図書館はウズベク人であり偉大な詩人であったアリシェル・ナヴァーイーの名前を関した名称へと変更された。ウズベク語文学に関する蔵書は60万点以上と世界でも有数の規模であり、アリシェル・ナヴァーイー、フルカト、ムキーミー、ザフキー、イブン・スィーナー、ウルグ・ベク、ビールーニーなどのウズベク語古典文学から現代の科学者や文学者による書籍まで幅広く網羅している。